# Nobody Told Me
Nobody Told Me è un brano musicale di John Lennon, pubblicato come primo singolo estratto dall'album di John Lennon e Yōko Ono intitolato Milk and Honey, uscito postumo nel 1984.

## Il brano
La canzone era stata originalmente scritta per essere inclusa nell'album Stop and Smell the Roses di Ringo Starr, ma Lennon morì prima che la canzone potesse essere usata. Nobody Told Me fu l'ultimo singolo di Lennon a raggiungere la top ten del Billboard magazine Hot 100, raggiungendo la quinta posizione.
Il Lato B del disco presenta la canzone O'Sanity di Yoko Ono, proveniente anch'essa dall'album Milk and Honey.

### Testo
Le parole di una strofa nel testo fanno riferimento ad "un piccolo idolo giallo a nord di Kathmandu" («a little yellow idol to the north of Kathmandu») che è simile ad un brano della poesia di J. Milton Hayes intitolata The Green Eye of the Yellow God. Il rigo di Hayes è "C'è un idolo giallo cieco da un occhio nel nord di Kathmandu".
Un'altra strofa nella canzone recita "C'è un UFO su New York e io non sono molto sorpreso" («There's UFO's over New York and I ain't too surprised»), apparentemente un riferimento ad un avvistamento di un UFO avuto da Lennon nel 1974. John faceva riferimento a questo episodio già nell'album del 1974 Walls and Bridges con il messaggio: "Il 23 agosto 1974 alle 9:00 io ho visto un U.F.O. - J.L.".
Il ritornello «Nobody told me there'd be days like these...» ("Nessuno mi ha mai detto che c'erano giorni come questi...") è in contrasto con il vecchio detto "Mia madre mi diceva che c'erano giorni come questi." («My mother told me there'd be days like this»)
Il video era un insieme di immagini di repertorio sparse, come molti altri video postumi di Lennon.

## Tracce singolo
1. Nobody Told Me - 4:00
2. O'Sanity (Yoko Ono) - 1:05

## Cover
- The Flaming Lips registrarono una versione per l'album tributo a John Lennon nel 1995 Working Class Hero: A Tribute to John Lennon.
- L'album benefico Instant Karma: The Amnesty International Campaign to Save Darfur contiene una versione di Big & Rich.